# Rumex hypogaeus
Rumex hypogaeus T.M.Schust. & Reveal – gatunek rośliny z rodziny rdestowatych (Polygonaceae). Pochodzi z południowej Afryki, ale rozprzestrzeniony został na całym świecie w strefach od umiarkowanej ciepłej do tropikalnej.

## Rozmieszczenie geograficzne
Gatunek naturalnie występuje na południu Afryki, w Południowej Afryce, Namibii, Lesotho i Suazi. Introdukowany został na różne kontynenty w strefach od umiarkowanej ciepłej do tropikalnej, szczególnie rozpowszechniony został w Australii. W Stanach Zjednoczonych jest spotykany w Kalifornii. Rośnie poza tym we wschodniej Afryce, w południowej Azji i w Nowej Zelandii.

## Morfologia
PokrójRoślina jednoroczna dorastająca do 10–40 cm wysokości. Ma wyprostowany pokrój.
LiścieBlaszka liściowa ma niemal oszczepowaty, eliptyczny lub owalny kształt, o nasadzie od uciętej do klinowej i wierzchołku od tępego do ostrego. Mierzy 1–10 cm długości oraz 0,5–6 cm szerokości. Ogonek liściowy jest nagi i osiąga 1–8 cm długości. Gatka jest naga.
KwiatyJednopłciowe, zebrane w kłosy, rozwijają się w kątach pędów lub na ich szczytach. Listki okwiatu mają kształt od owalnego do podłużnego i mierzą do 1–6 mm długości.
OwoceTrójboczne niełupki osiągające 4–6 mm długości.

## Biologia i ekologia
Jest roślina jednopienną. Rośnie na murawach, nieużytkach oraz terenach skalistych i piaszczystych, na obszarach nizinnych.